# Каменица (Ваљево)
Каменица, позната и као Ваљевска Каменица, је насељено место града Ваљева у Колубарском округу, често се назива и Ваљевска Каменица. Према попису из 2022. било је 643 становника. До 1965. ово насеље је било седиште Општине Каменица коју су чинила насељена места: Беомужевић, Бобова, Горња Буковица, Каменица, Мајиновић, Миличиница, Оглађеновац, Осладић, Причевић, Ситарице, Станина Река, Стапар, Суводање, Тупанци, Влашчић и Врагочаница. После укидања општине целокупно подручје је ушло у састав општине Ваљево.
Овде се налази ОШ „Милован Глишић” Ваљевска Каменица.

## Историја
Први помен села је забележен у турском попису (тефтеру) за хиџретску 934. годину, тј. 1527/1528. годину по садашњем рачунању времена.

Транскрибован на модерни турски, са османске арабице, унос са 262. странице тефтера TD 144 је гласио овако:
Kameniçe karye, Valyeva nahiye - Село Каменица, Нахија Ваљево

## Демографија
У насељу Каменица живи 861 пунолетни становник, а просечна старост становништва износи 46,6 година (45,6 код мушкараца и 47,6 код жена). У насељу има 363 домаћинства, а просечан број чланова по домаћинству је 2,77.
Ово насеље је великим делом насељено Србима (према попису из 2002. године), а у последња три пописа, примећен је пад у броју становника.
|  |

| Демографија | Демографија | Демографија |
| Година      | Становника  | Становника  |
| ----------- | ----------- | ----------- |
| 1948.       | 1.534       |             |
| 1953.       | 1.546       |             |
| 1961.       | 1.632       |             |
| 1971.       | 1.443       |             |
| 1981.       | 1.371       |             |
| 1991.       | 1.131       | 1.129       |
| 2002.       | 1.005       | 1.009       |

| Етнички састав према попису из 2002.‍ | Етнички састав према попису из 2002.‍ | Етнички састав према попису из 2002.‍ | Етнички састав према попису из 2002.‍ | Етнички састав према попису из 2002.‍ |
| ------------------------------------ | ------------------------------------ | ------------------------------------ | ------------------------------------ | ------------------------------------ |
|                                      |                                      |                                      |                                      |                                      |
| Срби                                 | Срби                                 |                                      | 1.001                                | 99,60%                               |
| непознато                            | непознато                            |                                      | 4                                    | 0,39%                                |

| Година пописа     | 1948. | 1953. | 1961. | 1971. | 1981. | 1991. | 2002. |
| ----------------- | ----- | ----- | ----- | ----- | ----- | ----- | ----- |
| Број домаћинстава | 295   | 309   | 390   | 403   | 405   | 383   | 363   |

| Број чланова      | 1  | 2   | 3  | 4  | 5  | 6  | 7 | 8 | 9 | 10 и више | Просек |
| ----------------- | -- | --- | -- | -- | -- | -- | - | - | - | --------- | ------ |
| Број домаћинстава | 89 | 106 | 60 | 55 | 28 | 16 | 6 | 2 | 0 | 1         | 2,77   |

| Пол    | Укупно | Неожењен/Неудата | Ожењен/Удата | Удовац/Удовица | Разведен/Разведена | Непознато |
| ------ | ------ | ---------------- | ------------ | -------------- | ------------------ | --------- |
| Мушки  | 441    | 106              | 292          | 28             | 10                 | 5         |
| Женски | 445    | 53               | 290          | 92             | 9                  | 1         |
| УКУПНО | 886    | 159              | 582          | 120            | 19                 | 6         |

| Пол    | Укупно                    | Пољопривреда, лов и шумарство | Рибарство                            | Вађење руде и камена | Прерађивачка индустрија       |
| ------ | ------------------------- | ----------------------------- | ------------------------------------ | -------------------- | ----------------------------- |
| Мушки  | 275                       | 163                           | 0                                    | 0                    | 45                            |
| Женски | 205                       | 132                           | 0                                    | 1                    | 31                            |
| УКУПНО | 480                       | 295                           | 0                                    | 1                    | 76                            |
| Пол    | Производња и снабдевање   | Грађевинарство                | Трговина                             | Хотели и ресторани   | Саобраћај, складиштење и везе |
| Мушки  | 4                         | 5                             | 9                                    | 5                    | 8                             |
| Женски | 0                         | 0                             | 6                                    | 2                    | 2                             |
| УКУПНО | 4                         | 5                             | 15                                   | 7                    | 10                            |
| Пол    | Финансијско посредовање   | Некретнине                    | Државна управа и одбрана             | Образовање           | Здравствени и социјални рад   |
| Мушки  | 0                         | 1                             | 8                                    | 11                   | 2                             |
| Женски | 0                         | 1                             | 0                                    | 14                   | 9                             |
| УКУПНО | 0                         | 2                             | 8                                    | 25                   | 11                            |
| Пол    | Остале услужне активности | Приватна домаћинства          | Екстериторијалне организације и тела | Непознато            | Непознато                     |
| Мушки  | 2                         | 0                             | 0                                    | 12                   | 12                            |
| Женски | 0                         | 0                             | 0                                    | 7                    | 7                             |
| УКУПНО | 2                         | 0                             | 0                                    | 19                   | 19                            |

## Галерија
- Ваљевска Каменица - панорама
- Ваљевска Каменица - панорама
- Ваљевска Каменица - панорама
- Ваљевска Каменица - панорама
- Ваљевска Каменица - панорама
- Ваљевска Каменица - панорама
- Ваљевска Каменица - панорама
- Ваљевска Каменица - споменик Здравку Јовановићу (рад Виде Јоцић)